# مثرتم
گاما بره یک ستاره است که در صورت فلکی برج حمل قرار دارد.